# Бифертигация
Биофертигация — агробиологическая технология, основанная на использовании микробиологических препаратов для обработки семян с целью улучшения питания растений. Биофертигация позволяет увеличить результативность использования сельскохозяйственных культур за счёт предварительной инокуляции семян специализированными бактериальными составами.
Используется в плодовых культурах, а также для стимулирования роста кормовых культур для КРС и свиней. В исследовании показано, что сточные воды от скотобойни стимулируют рост «хлебной травы» (Brachiaria brizantha). Однако биофертигация помогает смягчить выщелачивания мелких частиц почвы и катионов. А максимальная доза азота сточных вод обеспечивает более высокую, по сравнению с обычным вносимым азотом, продуктивность листовой биомассы.